# Лубська Марія Володимирівна
Марі́я Володи́мирівна Лу́бська (нар. 8 червня 1977 року, Київ) — вчена-правознавець, філософ, доктор філософських наук (2008), професор (2013), співавторка підручників з релігієзнавства. Дочка Т. Горбаченко та В. Лубського.

## Біографічні дані
Народилася 8 червня 1977 року в Києві.
У 1999 році закінчила Київський університет.
З 2002 року працює в Острозькій академії: з 2008 року — професор кафедри релігієзнавства і теології. Водночас з 2004 року — науковий консультант Головного науково-експертного управління апарату ВРУ.

## Наукова робота
Наукові дослідження: історія релігій, іслам, мусульманське право, ісламська філософія.
Співавторка підручників:
- «Історія релігій» (2007, т. 1, 2),
- «Релігієзнавство» (2007; 2010),
- «Канонічне право» (2012; усі — Київ).[1]

### Основні праці
За ЕСУ:
- Мусульманське право: релігієзнавчо-правовий контекст. К., 2006;
- Мусульманське сімейне право: релігієзнавчо-правовий контекст. О., 2010 (співавтор)[1].